# Едвард Джеймс Олмос
Едвард Джеймс Олмос (народився 24 лютого 1947) — мексиканський актор, продюсер і режисер. Він найбільш відомий своїми ролями лейтенанта Мартіна «Марті» Кастільо у фільмі «Поліція Маямі» (1984–1989), «Американізуй мене» (1992), Вільяма Адами у фільмі «Зоряний крейсер «Галактика» (2004–2009), вчителя Хайме Ескаланте у Встаньте і поставте (1988) (за що отримав номінацію на премію Оскар), детектива Гафф у Той, хто біжить по лезу (1982) та його продовженні Той, хто біжить по лезу 2049 (2017). З 2018 по 2023 рік він грав батька двох членів мотоклубу поза законом у серіалі Маянці
За свою роботу в «Пороки Маямі» Олмос отримав премію «Еммі» в прайм-тайм 1985 року за найкращу чоловічу роль другого плану в драматичному серіалі, а також премію «Золотий глобус» за найкращу чоловічу роль другого плану в серіалі, міні-серіалі або телефільмі. За свою роль у фільмі «Стій і рятуй» Олмос був номінований на « Золотий глобус» і « Оскар» як найкращий актор у головній ролі .

## Раннє життя
Олмос народився та виріс у Східному Лос-Анджелесі, штат Каліфорнія, у сім’ї Елеонори і Педро Олмоса, який був зварювальником і листоношою.   Його батько був мексиканським іммігрантом, який переїхав до Каліфорнії в 1945 році, а мати була американкою мексиканського походження. Його батьки розлучилися, коли йому було сім років, і його в основному виховували прадідусь і бабуся, оскільки його батьки працювали.  Він виріс, бажаючи стати професійним гравцем у бейсбол , і в 13 років приєднався до фарм-системи Лос-Анджелес Доджерс як кетчер. Він покинув бейсбол у віці 15 років, щоб приєднатися до рок-н-рольної групи, що спричинило розрив з його батьком, якому це рішення завдало болю. 

## Кар'єра

### Театр
Наприкінці 1960-х і на початку 1970-х років Олмос перейшов від музики до акторства, з’являючись у багатьох невеликих постановках, аж до великої перерви, зображуючи оповідача під назвою «El Pachuco» у п’єсі Zoot Suit, яка драматизувала Другу світову війну . епохи заворушень у Каліфорнії , викликаних напруженістю між американцями мексиканського походження та місцевою поліцією, які називаються заворушеннями Зута . П'єсу перенесли на Бродвей, і Олмос отримав номінацію на премію Тоні . Згодом він взяв цю роль у екранізованій версії в 1981 році та з'явився в багатьох інших фільмах, включаючи Wolfen , Blade Runner і The Ballad of Gregorio Cortez . Олмос був частим гостем-оповідачем на Процесії зі свічками Діснея в Walt Disney World, розповідаючи історію про Різдво . 

### Кіно і телебачення
У 1980 році Олмос отримав роль у постапокаліптичному науково-фантастичному фільмі «Вірус» , знятому Кінджі Фукасаку за мотивами роману Сакьо Комацу. Його роль вимагала від нього гри на піаніно під час співу іспанської балади протягом наступної частини фільму. Незважаючи на те, що «Вірус» не мав касового успіху, « Вірус » став найдорожчим японським фільмом того часу.
З 1984 по 1989 рік він зіграв свою найбільшу роль на той час — мовчазного лейтенанта поліції Мартіна Кастільо в телесеріалі «Порок Маямі» разом із Доном Джонсоном і Філіпом Майклом Томасом , за яку він був нагороджений « Золотим глобусом» і « Еммі» в 1985 році. У цей час Олмос також знявся в короткому навчальному відео для Поштової служби Сполучених Штатів під назвою «Чи це того варте?» , відео про крадіжки на робочому місці. З ним зв’язалися щодо ролі капітана корабля USS  Enterprise  (NCC-1701-D) у фільмі «Зоряний шлях: Наступне покоління», коли він був на стадії попереднього виробництва в 1986 році, але він відмовився. 
Олмос приєднався до акторського складу шостого сезону телесеріалу «Декстер» як «блискучий, харизматичний професор релігієзнавства». 
Олмос зіграв у другому сезоні «Агентів ЩИТ» роль Роберта Гонзалеса , лідера конкуруючої фракції ЩИТ, протягом п’яти епізодів.

### Музика
У 1967 році Олмос — як Едді Джеймс (вокал, клавішні) — створив блюзовий психо-рок-гурт, який згодом став Pacific Ocean  , і наступного року випустив свій єдиний альбом під назвою.
У 1972 році він зробив бек-вокал у фінальній пісні Тодда Рундгрена Something /Anything? альбом. 

## Фільмографія

### Фільм
| рік      | Назва                                   | Роль                  | Примітки                 |
| -------- | --------------------------------------- | --------------------- | ------------------------ |
| 1974 рік | Чорний кулак                            | Наркоман у ванній     | Не зазначений            |
| 1975 рік | Алоха Боббі і Роуз                      | Чикано №1             | Зазначений як Едді Олмос |
| 1977 рік | Аламбриста!                             | п'яний                |                          |
| 1980 рік | Фуккацу, ні, привіт                     | Капітан Лопес         |                          |
| 1981 рік | Вольфен                                 | Едді Холт             |                          |
| 1981 рік | Костюм Zoot                             | Ель Пачуко            |                          |
| 1982 рік | Той, що біжить по лезу бритви           | Гаф                   |                          |
| 1982 рік | Балада Грегоріо Кортеса                 | Грегоріо Кортес       |                          |
| 1985 рік | Рятівна благодать                       | Чоліно                |                          |
| 1988 рік | Підтримуйте і доставляйте               | Хайме Ескаланте       |                          |
| 1989 рік | Щасливий пілігрим                       | Френк Корбо           |                          |
| 1989 рік | Торжество Духа                          | циганка               |                          |
| 1991 рік | Талант для гри                          | Вергілій Світ         |                          |
| 1992 рік | Американський я                         | Монтойя Сантана       | Також директор           |
| 1993 рік | Півні                                   | Галло Моралес         |                          |
| 1993 рік | Навіть дівчата-ковбойки відчувають блюз | Музикант на барбекю   |                          |
| 1994 рік | Мільйон Хуану                           | Ангел                 |                          |
| 1995 рік | Міраж                                   | Маттео Хуарес         |                          |
| 1995 рік | Моя родина                              | Пако                  |                          |
| 1996 рік | Прогулянка мерця                        | Капітан Салазар       |                          |
| 1996 рік | Спійманий                               | Джо                   |                          |
| 1997 рік | Селена                                  | Авраам Кінтанілья     |                          |
| 1997 рік | Зникнення Гарсіа Лорки                  | Роберто Лозано        |                          |
| 1997 рік | Голлівуд конфіденційно                  | Стен Наварро, старший |                          |
| 1998 рік | Чудовий костюм морозива                 | Ваманос               |                          |
| 2000 рік | Дорога в Ельдорадо                      | Вождь Таннабок        | Голос                    |
| 2000 рік | Плітки                                  | Детектив Кертіс       |                          |
| 2002 рік | Джек і Мерилін                          | Паскель               | Також директор           |
| 2005 рік | Серка, Ла                               | Ніно                  |                          |
| 2005 рік | Навсікая з Долини Вітрів                | Міто                  | Англійський дубляж       |
| 2006 рік | Осколок                                 | Капітан Гарсія        |                          |
| 2008 рік | Чихуахуа Беверлі Хіллз                  | Діабло                | Голос                    |
| 2010 рік | Я все ще тут                            | себе                  |                          |
| 2011 рік | Зелений Шершень                         | Майкл Аксфорд         |                          |
| 2011 рік | Америка                                 | Містер Ірвінг         |                          |
| 2012 рік | Філі Браун                              | Леандро               | Також продюсер           |
| 2013 рік | Йди за сестрами                         | Фредді Суарес         |                          |
| 2013 рік | 2 гармати                               | Папа Греко            |                          |
| 2014 рік | Єдність                                 | Оповідач              | Документальний фільм     |
| 2016 рік | Ель Американо: фільм                    | Гайо "Ель Джефе"      | Озвучка Також продюсер   |
| 2016 рік | Понеділок о сьомій вечора               | Чарлі                 | Також продюсер           |
| 2017 рік | Blade Runner Black Out 2022             | Гаф                   | Озвучка, короткометражка |
| 2017 рік | Бігун по лезу 2049                      | Гаф                   | Камео                    |
| 2017 рік | Коко                                    | Чічаррон              | Голос                    |
| 2019 рік | Собачий шлях додому                     | Аксель                |                          |
| 2019 рік | Windows on the World                    | Бальтазар             |                          |
| 2019 рік | Диявол має ім'я                         | Сантьяго              | Також директор           |
| 2019 рік | Ув'язнений                              | Госпіціо              |                          |
| 2020 рік | Погоня за чудесами                      | Луїс                  |                          |
| 2021 рік | Прогулянка з Хербом                     | Джо                   |                          |
| TBA      | Один швидкий хід                        | TBA                   |                          |
| TBA      | Загон поза законом                      | TBA                   |                          |

### Телебачення
| рік            | Назва                                      | Роль                                            | Примітки                                                |
| -------------- | ------------------------------------------ | ----------------------------------------------- | ------------------------------------------------------- |
| 2018–2023 роки | Mayans MC                                  | Феліпе Рейес                                    | Головна роль                                            |
| 2018–2019 роки | Олена Авалорська                           | Король Пескоро                                  | Озвучка, 3 серії                                        |
| 2017 рік       | Наркотики                                  | Чучо Пенья                                      | 2 епізоди                                               |
| 2016 рік       | Міський ковбой                             | Аль Роблес                                      | Пілот                                                   |
| 2015 рік       | Агенти ЩИТ                                 | Роберт Гонзалес                                 | 5 серій                                                 |
| 2015 рік       | Сімпсони                                   | Піт Майстер                                     | Озвучка, епізод: « Cue Detective »                      |
| 2012 рік       | Портландія                                 | себе                                            | Епізод: "Один епізод Мура"                              |
| 2011 рік       | Декстер                                    | Професор Геллар                                 | 10 серій                                                |
| 2011 рік       | Еврика                                     | Руді                                            | Епізод: "Ви бачите те, що я бачу?"                      |
| 2010 рік       | CSI: Нью-Йорк                              | Лютер Деварро                                   | Епізод: "Sangre Por Sangre"                             |
| 2007 рік       | Джордж Лопес                               | Пан Гектор Вега                                 | Епізод: "Джордж вирішує стати місцевим, де це сім'я"    |
| 2006 рік       | Вихід                                      | Юліан Нава                                      | Телевізійний фільм; також директор                      |
| 2004 рік       | Бетмен                                     | Анхель Рохас                                    | Озвучка, епізод: «Кажан на дзвіниці»                    |
| 2003–2009 роки | Battlestar Galactica                       | Вільям Адама                                    | 73 епізоди                                              |
| 2002–2004 роки | Американська сім'я                         | Джесс Гонсалес                                  | 17 серій                                                |
| 2001 рік       | Суддя                                      | Суддя Армандо                                   | Телевізійний фільм                                      |
| 2001 рік       | У час метеликів                            | Рафаель Трухільо                                | Телевізійний фільм                                      |
| 2000 рік       | Суперкубок XXXIV: шоу в перерві            | Оповідач                                        | Спортивний захід                                        |
| 2000 рік       | Принцеса та хлопчик Барріо                 | Нестор Гарсія                                   | Телевізійний фільм                                      |
| 1999–2000 роки | Західне крило                              | Помічник судді Роберто Мендоса                  | 2 епізоди                                               |
| 1999 рік       | Бонанно: історія хрещеного батька          | Сальваторе Маранцано                            | Телевізійний фільм                                      |
| 1999 рік       | Горнило Імперії: Іспано-американська війна | Оповідач                                        | Документальний фільм                                    |
| 1998 рік       | Торкнувся ангел                            | Полковник Віктор Стіни                          | Епізод: «Бог і країна»                                  |
| 1998 рік       | Стіна                                      | Полковник Холст                                 | Телевізійний фільм; сегмент: «Олівці»                   |
| 1998 рік       | Взяття Пелема Один Два Три                 | Дет. Ентоні Піскотті                            | Телевізійний фільм                                      |
| 1997 рік       | 12 сердитих чоловіків                      | Присяжний №11                                   | Телевізійний фільм                                      |
| 1996 рік       | Лімбічна область                           | Джон Лукка                                      | Телевізійний фільм                                      |
| 1996 рік       | Прогулянка мерця                           | Капітан Салазар                                 | Телевізійний міні-серіал                                |
| 1995 рік       | Чарівний шкільний автобус                  | Містер Рамон                                    | Озвучка, епізод: «Going Batty»                          |
| 1994 рік       | Менендес: Вбивство в Беверлі Хіллз         | Хосе Менендес                                   | Телевізійний фільм                                      |
| 1994 рік       | Сезон горіння                              | Вілсон Пінейро                                  | Телевізійний фільм                                      |
| 1990 рік       | Спеціальна програма до Дня Землі           | Директор лікарні                                |                                                         |
| 1988 рік       | Щасливий пілігрим                          | Френк Корбо                                     | 3 епізоди                                               |
| 1984–1990 роки | Маямі Вайс                                 | Лейтенант Мартін Кастільо                       | 106 серій                                               |
| 1984 рік       | Блюз Хілл Стріт                            | Суддя Круз                                      | Епізод: "Розставання - така солодка скорбота"           |
| 1982 рік       | Блюз Хілл Стріт                            | Джо Бустамонте                                  | 2 епізоди                                               |
| 1981 рік       | Триста миль для Стефані                    | Арт Вела                                        | Телевізійний фільм                                      |
| 1978 рік       | мікросхеми                                 | Генрі                                           | Епізод: "Flashback"                                     |
| 1978 рік       | Вечір у Візантії                           | Анджело                                         | Телевізійний фільм                                      |
| 1977 рік       | Hawaii Five-O                              | Танцівниця                                      | Епізод: «Готуйся, цілься...»                            |
| 1977 рік       | Старскі і Хатч                             | Хуліо Гітерез                                   | Епізод: "Екстрасенс"                                    |
| 1975 рік       | Коджак                                     | Бармен                                          | Епізод: «Як лютий мороз, як ясніють зорі»; незазначений |
| 1974 рік       | Гармата                                    | Персонаж без назви (зазначений як Едвард Олмос) | Епізод: "Біржа"                                         |

## Нагороди та номінації
| рік      | Номінована робота         | Нагорода                                                                                            | Результати  |
| -------- | ------------------------- | --------------------------------------------------------------------------------------------------- | ----------- |
| 1985 рік | Маямі Вайс                | Премія «Золотий глобус» за найкращу чоловічу роль другого плану — серіал, міні-серіал або телефільм | виграв      |
| 1985 рік | Маямі Вайс                | Премія «Еммі» за найкращу чоловічу роль другого плану в драматичному серіалі                        | виграв      |
| 1986 рік | Маямі Вайс                | Премія «Еммі» за найкращу чоловічу роль другого плану в драматичному серіалі                        | Номінований |
| 1988 рік | Підтримуйте і доставляйте | Премія Independent Spirit за найкращу головну чоловічу роль                                         | виграв      |
| 1988 рік | Підтримуйте і доставляйте | Премія «Оскар» за найкращу чоловічу роль                                                            | Номінований |
| 1988 рік | Підтримуйте і доставляйте | Премія «Золотий глобус» за найкращу чоловічу роль – драма                                           | Номінований |
| 1994 рік | Сезон горіння             | Премія «Золотий глобус» за найкращу чоловічу роль другого плану — серіал, міні-серіал або телефільм | виграв      |
| 1994 рік | Сезон горіння             | Премія «Еммі» за найкращу чоловічу роль другого плану в міні-серіалі чи фільмі                      | Номінований |
| 1997 рік | Селена                    | Премія ALMA за найкращу чоловічу роль у повнометражному фільмі                                      | виграв      |
| 1997 рік | Голлівуд конфіденційно    | Премія ALMA за найкращу чоловічу роль у міні-серіалі або телефільмі                                 | Номінований |
| 2001 рік | Суддя                     | Премія ALMA за найкращу чоловічу роль у міні-серіалі або телефільмі                                 | Номінований |
| 2003 рік | Battlestar Galactica      | Премія ALMA за найкращу чоловічу роль у драматичному серіалі                                        | виграв      |
| 2005 рік | Battlestar Galactica      | Премія ALMA за найкращу чоловічу роль у серіалі, міні-серіалі або телефільмі                        | виграв      |
| 2006 рік | Battlestar Galactica      | Премія ALMA за видатного актора - телесеріал, міні-серіал або телефільм (з Майклом Пенья )          | виграв      |
| 2007 рік | Battlestar Galactica      | Премія «Сатурн» за найкращу чоловічу роль на телебаченні                                            | Номінований |
| 2008 рік | Battlestar Galactica      | Премія «Сатурн» за найкращу чоловічу роль на телебаченні                                            | виграв      |
| 2009 рік | Battlestar Galactica      | Премія ALMA за найкращу чоловічу роль на телебаченні                                                | Номінований |
| 2011 рік | Декстер                   | Премія Гільдії кіноакторів за найкращу гру в драматичному серіалі                                   | Номінований |
| 2011 рік | Декстер                   | Премія «Сатурн» за найкращу гостьову роль на телебаченні                                            | Номінований |
| 2016 рік | себе                      | Премія Мері Пікфорд                                                                                 | виграв      |

## Зовнішні посилання
- Едвард Джеймс Олмос на сайті IMDb
- Едвард Джеймс Олмос з TV Guide
- Едвард Джеймс Олмос на The Interviews: An Oral History of Television[en]